# I'm Gonna Be Alright (Track Masters Remix)
"I'm Gonna Be Alright (Track Masters Remix)" är en R&B-låt framförd av den amerikanska sångerskan Jennifer Lopez, skriven av henne själv, Cory Rooney, Troy Oliver, Lorraine Cheryl Cook, Ronald LaPread, Jean-Claude Olivier, Samuel Barnes och komponerad av The Trackmasters till Lopez' remixalbum J to tha L-O! The Remixes. Låten är en remix av "I'm Gonna Be Alright" från Lopez' andra studioalbum J.Lo (2001).
"I'm Gonna Be Alright (Track Masters Remix)" innehar en kraftig basgång och är influerad av hiphop-musik. Midtempo-låten samplar "I Got 5 on It" från 1995 av Luniz, den låter återanvänder i sin tur Club Nouveaus "Why You Treat Me So Bad" från 1987. I låten sjunger Lopez att hon försökte lura sig själv att hon inte var kär i sin älskare som hon lämnade. I refrängen sjunger sångersan; "I used to say I didn't do it but I did it (Yes I did)/Telling everybody that I wasn't with it (Oh yeah)/Though it brings tears to my eyes I can feel it/I know inside that I'm gonna be alright (Gonna be alright)". Låten gavs ut som den andra singeln från sångerskans remixalbum den 1 juli 2002. Singeln blev en internationell smash-hit som toppade singellistor i flera länder. På USA:s Billboard Hot 100 nådde låten en tiondeplats och blev Lopez' fjärde topp-tio hit på rad. I Norge, Storbritannien, Schweiz, Nederländerna, Ungern och Tyskland nådde låten över topp-tio och blir en av Jennifer Lopez framgångsrikaste musiksinglar under 2000-talet. "I'm Gonna Be Alright (Track Masters Remix)" skapade en så kallad beef mellan rapparna Nas och 50 Cent då den sistnämnde, som vid tidpunkten inte ännu hade haft sitt genombrott, ersattes av Nas som gästartist på låten. Enligt Lopez' manager var bytet bara rena affärer.
Musikvideon till singeln regisserades av Dave Meyers och filmades i Harlem, New York.

## Format och innehållsförteckningar
| - Australiensisk CD-singel 1. "I'm Gonna Be Alright (Track Masters Remix)" featuring Nas – 2:51 2. "I'm Gonna Be Alright (Track Masters Remix)" – 3:14 3. "Pleasure Is Mine" – 4:17 4. "No me ames (Pablo Flores Club Remix)" with Marc Anthony – 4:34 - US maxi single 1. "I'm Gonna Be Alright (Track Masters Remix)" featuring Nas – 2:51 2. "I'm Gonna Be Alright (Track Masters Remix)" – 3:14 3. "I'm Gonna Be Alright (Track Masters Remix Instrumental)" – 3:14 4. "Alive" (Thunderpuss Club Mix) – 8:51 5. "Alive" (Thunderpuss Tribe-A-Pella) – 7:50 - Amerikansk 12" vinyl A1. "I'm Gonna Be Alright (Track Masters Remix)" featuring Nas – 2:51 A2. "I'm Gonna Be Alright (Track Masters Remix)" – 3:14 A3. "I'm Gonna Be Alright (Track Masters Remix Instrumental)" – 3:14 B1. "Alive" (Thunderpuss Club Mix) – 8:51 B2. "Alive" (Thunderpuss Tribe-A-Pella) – 7:50 | - Europeisk CD-singel 1. "I'm Gonna Be Alright (Track Masters Remix)" featuring Nas – 2:51 2. "I'm Gonna Be Alright (Track Masters Remix)" – 3:14 3. "Walking on Sunshine (Metro Remix)" – 5:49 4. "I'm Gonna Be Alright (Track Masters Remix)" featuring Nas (Video Version) - Europeisk 12" vinyl A1. "I'm Gonna Be Alright (Track Masters Remix)" featuring Nas – 2:51 A2. "I'm Gonna Be Alright (Track Masters Remix)" – 3:14 B1. "Walking on Sunshine (Metro Remix)" – 5:49 |

## Topplistor
| Lista (2002)                                | Topp position |
| ------------------------------------------- | ------------- |
| Australiens ARIA                            | 16            |
| Österrikes Ö3 Austria Top 75                | 25            |
| Belgiens Ultratop 50 Flanders               | 9             |
| Belgiens Ultratop 40 Wallonia               | 26            |
| Kanadas Canadian Hot 100                    | 29            |
| Danmarks Tracklisten                        | 9             |
| Europas European Hot 100 Singles            | 5             |
| Finlands Suomen virallinen lista            | 18            |
| Frankrikes SNEP                             | 12            |
| Tysklands Media Control AG                  | 6             |
| Ungerns Single Top 10                       | 8             |
| Irlands IRMA                                | 13            |
| Hollands Dutch Top 40                       | 9             |
| Nya Zeelands RIANZ                          | 30            |
| Norges VG-lista                             | 10            |
| Sveriges Sverigetopplistan                  | 22            |
| Schweiz' Schweizer Hitparade                | 4             |
| Storbritanniens UK Singles Chart            | 3             |
| Amerikanska Billboard Hot 100               | 10            |
| Amerikanska Billboard Hot R&B/Hip-Hop Songs | 32            |

| Territorium | Utgivare | Certifikat | Försäljning |
| ----------- | -------- | ---------- | ----------- |
| Australien  | ARIA     | Guld       | 35.000      |